# フランク・ホスト
フランク・ホスト（Frank Hoste、1955年8月29日 - ）は、ベルギー、ヘント出身の元自転車競技（ロードレース）選手。

## 来歴
1978年
- グランプリ・ド・ドナン 優勝
- ドワルス・ドール・フラーンデレン 2位

1979年
- E3プライス・フラーンデレン 2位
- スヘルデプライス 2位

1981年
- ドワルス・ドール・フラーンデレン 優勝
- ダンケルク4日間レース 区間1勝(第3)

1982年
- ダンケルク4日間レース 総合優勝、区間1勝(第3)
- ヘント〜ウェヴェルヘム 優勝
- ベルギー選手権・プロロードレース 優勝
- ツール・ド・フランス
  - 区間1勝(第8)、チームタイムトライアル(TTT、第9a）勝利

1983年
- ツール・ド・スイス 区間3勝(第1、2、8)
- カタルーニャ一周 区間2勝(第1、3a）
- ヘント〜ウェヴェルヘム 3位
- ジロ・デ・イタリア 区間1勝(第16)

1984年
- グランプリ・ド・ワロニー 優勝
- ツール・ド・フランス
  -  ポイント賞
  - 区間3勝(第1、6、21)

1985年
- ジロ・デ・イタリア
  - 区間1勝(第6)、TTT(第2)勝利

1986年
- カタルーニャ一周 区間2勝(第1、3)
- ツール・ド・フランス 区間1勝(第15)
- グロサー・プライス・デス・カントン・アールガウ 優勝

1988年
- ツール・ド・ルクセンブルク 区間1勝(第4a）

1989年
- スヘルデプライス 2位